# 塩崎弘明
塩崎 弘明（しおざき ひろあき、1941年-）は日本の歴史学者。専門は西洋文化史、国際関係論。
長崎純心大学人文学部長、副学長。同名誉教授。
上智大学出身。

## 評価
原朗によれば、塩崎は第二次世界大戦期の行政史に詳しい。
森山優によれば、1984年の『日英米戦争の岐路』など塩崎の一連の太平洋戦争に至る日・英・米の過程の研究は「研究史に新たな地平を開拓した」。
石井修は塩崎の著書『日本と国際連合』の書評で、「筆者の長年の研究の蓄積と豊かな学殖に裏打ちされた大変な労作」と述べた。

## 著書
- 『日英米戦争の岐路 太平洋の宥和をめぐる政戦略』山川出版社、1984年
- 『国際新秩序を求めて RIIA,CFR,IPRの系譜と両大戦間の連係関係』九州大学出版会、1998年
- 『国内新体制を求めて 両大戦後にわたる革新運動・思想の軌跡』九州大学出版会、1998年
- 『両大戦間のデトロイト教区とカウグリン問題』長崎純心大学比較文化研究所、2000年
- 『日本と国際連合』吉川弘文館、2005年